# كارل فالتر
كارل فالتر (بالألمانية: Carl Walther)‏ هو رائد أعمال ومخترِع ألماني، ولد في 22 نوفمبر 1858 في تسيلا-ميليس في ألمانيا، وتوفي بنفس المكان في 9 يوليو 1915.